# Poesia narrativa
La poesia narrativa és una forma de poesia que explica una història. Implica la constatació d'un temps concret, d'unes situacions concretes i d'uns personatges determinats. Molt sovint se serveix de la veu d'un narrador, però d'altres també són els mateixos personatges aquells que narren les seves vicissituds. El mitjà literari és la poesia i, per tant, queda circumscrita a totes les característiques mètriques corresponents.
La mètrica és diversa però significativament sol estar representada per un sol metre, per tal de no enterbolir la consecució de l'apartat narratiu amb molta varietat de recursos mètrics. Però això no és definitiu i alguns autors elaboren els seus discursos narratius amb una gran diversitat de característiques, incloent diferents estructures mètriques que donen els matisos cercats pels autors.
Algunes poesies narratives prenen la forma d'una novel·la estructurada en vers i, solen ser tota una narració unitària o història amb subtrames, d'altres tenen un fil conductor que duu a l'autor a elaborar tot un seguit d'històries paral·leles, amb un sol tema conductor però diferents històries independents, com és el cas dels Contes de Canterbury de Geoffrey Chaucer, per exemple.
Quan parlem de poesia narrativa ens referim a aquella que manté unes característiques determinades com són:

## Característiques mètriques
La mètrica del vers generalment és uniforme, alguns cops també polimètrica: diferents característiques mètriques es poden anar succeint.
Tipus d'estrofes
Trobem una sèrie de poemes significatius que es consideren reuneixen les característiques per tal d'englobar-los a la poesia narrativa. Per exemple el romanç que té el seu contingut específic i una mètrica determinada, sobretot utilitzat a l'edat mitjana de forma doble i amb cesura, molt habitual per a explicar històries o narracions d'herois cavallerescos o fets bèl·lics medievals.
L'hexàmetre és un altre metre molt apreciat pels autors de la poesia narrativa perquè la poca variació formal permet esmerçar les capacitats tècniques a elaborar un conscienciós discurs narratiu. Aquest metre prové de la cultura grecollatina, amb una gran profusió d'autors inscrits en aquest gènere literari que van elaborar moltes narracions i, que han passat a formar part de la mitologia clàssica, des de l'Odissea i la Ilíada d'Homer, passant per les Argonàutiques, Posthomèriques o els Annals d'Enni, fins a les més recents provatures: l'Astronautilia (Hvezdoplavba) de Janv Kresadlo i, un llarg etcètera.
El vers blanc, preferentment d'Art major. És un tipus de vers que dona molta ductilitat i s'ajusta molt bé a les característiques narratives, pel seu grau tan alt d'adaptabilitat.
Però també veiem molts altres metres: per exemple l'Octava reial i les seves variacions, que foren molt utilitzades en Poemes Narratius durant el Renaixement, Barroc i Romanticisme. Trobem Ludovico Ariosto i Torquato Tasso que bevien de les lliçons reeixides de Matteo Maria Boiardo, o bé, Alonso de Ercilla amb L'Araucana i, Luís de Camões: amb Els Lusiades, etc.

## Característiques narratives
Generalment són composicions de llargària considerable. Molt semblants o superiors a les que podem trobar en els diversos tipus de prosa. Algunes d'una quantitat descomunal de versos, dividits en llibres, parts o períodes, cadascun dels quals narra un o diversos temes que van completant l'acció total. Amb temes varis i tota mena de detalls descriptius, escenogràfics, psicològics...
L'estructura del vers és completiva, es van desgranant determinacions que desencadenen situacions determinades, amb la qual cosa és molt possible trobar-hi serrells que es desfilen independentment, creant narracions alternatives i trames secundàries.
Malgrat trobar-hi intervencions i reflexions del poeta, bàsicament la seva línia segueix una explicació de fets externs a ell, per tant resulta un narrador omnipresent i alhora el més objectiu possible respecte als fets que narra. L'aspecte líric, que seria tot el contrari, pot ser contemplat en algun fragment, però més com a recurs narratiu que impliqui una intervenció temporal.
Narrativament tindrà un narrador o bé un narratari, segons sigui general aquell que explica la història o bé ho faci des de dins del relat mateix; temps i lloc o espai; fil argumental o reconstrucció històrica, trama, cronologia, etc.; personatges que tindran o no un discurs indirecte o bé lliure, segons el grau d'implicació del narrador; etc.
El diàleg també hi pot ser present, fins i tot el monòleg interior. Les peculiaritats textuals dels parlaments faran ressaltar la focalització de la temporalitat i la vivesa de les accions, o bé les alentirà. En el cas del monòleg interior aquest pot servir com a subterfugi per tal que l'autor ens presenti l'aiguabarreig de les idees, sensacions i imatges vers les quals pot optar el personatge, com un contrast d'allò que serà el seu actuar més endavant.
A part de les característiques narratives, el vers narratiu, com a part fonamental, tindrà les qualitats mètriques de ritme, recompte sil·làbic, etc. La mètrica, en cas de ser polimètrica, pot servir per il·lustrar gràficament el conductor narratiu determinat.
L'estructura de la narració contempla una distribució formal que divideix el fil narratiu en parts, capítols o llibres, quantificades i en distribució progressiva respecte a un punt inicial.
La formalitat interna distribueix la narració en successos determinats per la consecució del desenvolupament de la temàtica. Tradicionalment s'anomenen: plantejament, nus o conflicte i desenllaç.
El temps és un factor molt important del desenvolupament narratiu, com ho són els diferents escenaris representatius. El primer pot ser cronològic, invers o amb salts temporals i de localitzacions. Això implica jutjar el ritme narratiu que també pot quedar influït segons l'estil que l'autor vulgui aplicar en cas de ser escrupolosament descriptiu o centrat més en l'acció determinada.
A través de la història del gènere els diferents tipus de personatges són els que han marcat l'estil narratiu, creant diferents gèneres dintre la mateixa poesia narrativa.
- Èpica: gestació i consignació d'un heroi:
  - Llegendària: Gilgamesh, Beowulf...
  - Cançó de gesta i romanç: Cançó de Roland, Cantar de Mio Cid...
- Epopeia: gestació i definició d'un poble: Ramayana (l'Índia), Ilíada de Grècia, Bellum Punicum, de Roma, Cant dels Nibelungs, dels germànics…
- Quadre de costums: Els contes de Canterbury de Geoffrey Chaucer; contes i novel·les en vers de La Fontaine, Don Juan de Lord Byron, etc
- Rondalles: Roman de Renart
- Religioses: La Divina Comèdia de Dante Alighieri; El Paradís perdut de John Milton
- Metafísiques: Lo Temple de la Glòria

Si mirem al llarg de la història de la literatura trobarem molts casos paradigmàtics d'aquesta forma d'expressió estètica i degut al gran nombre de composicions d'aquesta mena al llarg de tots els temps cal dividir-les en els períodes històrics que foren concebudes.

## Epopeies antigues (fins al500)
Segle XXVII al XVIII aC
- Epopeia de Gilgamesh (mitologia de Mesopotàmia)
- Atrahasis (mitologia de Mesopotàmia)

Segle VIII al VI aC
- Enuma Elish (mitologia de Mesopotàmia)
- Ilíada, atribuïda a Homer (mitologia grega)
- Odissea, atribuïda a Homer (mitologia grega)
- Margites, poema còmic de Pigres d'Halicarnàs; Batracomàquia, atribuït a Homer primer, i després a Pigres d'Halicarnàs, poema còmic de la batalla entre granotes i rates.
- La Teogonia d'Hesiode i Els treballs i els dies (mitologia grega)
- Jaya, atribuïda a Vyasa (mitologia Índia)
- Poetes cíclics (Grècia):
- Cicle èpic: La Cipria (de Publi Papini Estaci), L'aethiopis, Petita il·líada, L'anada a Troia, Retorn de Troia, La telegonia (d'Eugamó de Cirene).
- Cicle de Tebes: Oedipodea, Tebaida, Epigoni, Alcmeonis, Titanomaquia, Heracleia, Captura d'Oechalia, Naupactia, Phocais, Minyas, Danais.

Segle VII al V aC
- Bharata, atribuïda a Vaisampayana (Índia)

Segle V al IV aC
- Mahabharata (Índia)
- Ramayana
- Epopeies gregues perdudes: Arimaspeia, d'Arístees de Proconnès, Asi de Samos, Chersias d'Orchomenus, Llibre del treball.

Segle III aC
- Argonàutica d'Apol·loni de Rodes

Segle II aC
- Annals de Quint Enni (llatina)
- Buddhacharita ("Actes de Buda") d'Asvaghosha (en sànscrit)
- Saundaranandakavya d'Aśvagho a (èpica índia)

Segle I aC
- Eneida de Virgili (llatina)
- Táin Bó Cúailnge ("La ràtzia pels braus de Cualinge") (celta)

Segle I
- Les Metamorfosis d'Ovidi
- Farsàlia (Bellum Civile), poema històric de Marc Anneu Lucà
- Guerres púniques (Bellum Punicum), poema històric de Sili Itàlic
- L'argonàutica de Gai Valeri Flac
- La tebàida de Publi Papini Estaci

Segle II al V
Les cinc grans epopeies de la literatura tàmil:
- Silappatikaram pel príncep Ilango Adigal
- Manimekalai per Seethalai Saathanar
- Civaka Cintamani de Tirutakakatevar
- Kundalakesi de Bouddhiste
- Valayapati de Jaina

Segle III al IV
- Posthomèrica de Quint d'Esmirna

Segle IV
- Historiae Evangelicae de Juvenc Vetti Aquilí, literatura cristiana en llatí
- Kumarasambhava per Kalidasa (literatura índia)
- Raghuvamsa de Kalidasa

Segle V
- Dionisíaques de Nonnos de Panòpolis

## Epopeies medievals (del500al1500)
Segle VI
- De escidio troiae historiae ("Història de la destrucció de Troia"), text perdut i traducció d'un text original grec d'un mític Dares el Frigi, contemporani a la guerra de Troia, també perdut.

Segle VIII al x
- Beowulf (llegendari anglosaxó)
- Waldere (Waltharius o Völundr) (en anglosaxó)
- David de Sasun (armènia)

Segle IX
- Bhagavata Purana (sànscrit, Índia)

Segle X
- El Llibre dels Reis (Shahnameh), Pèrsia. Poema llegendari dels períodes prehistòrics a la caiguda de l'Imperi Sassànida, d'entre l'any 911 i 1010 de 60.000 versos.
- Waltharius d'Ekkehard, narració en llatí sobre el llegendari rei visigot, Walter d'Aquitània
- La batalla de Maldon (The Batle of Maldon), epopeia anglesa

Segle XI
- Edda poètica, col·lecció de sagues basades en les narracions mitològiques escandinaves en prosa
- Ruodlieb, poema fragmentari escrit en ver per un anònim alemany; dels primers que es pot considerar "Llibre de Cavalleries".
- Digenis Acritas, poema èpic romà d'Orient
- La saga dels Narta, llegendari dels ossetes del Caucas sobre una mena de gegants, similars als mites grecs. Probablement més antigues.
- Cançó de Roland, poema llegendari, poema èpic, possiblement escrit per Turoldus de Fécamp, canonge de Bayeux
- Epopeia del Rei Gesar, compilació èpica tibetana
- Epopeia dels Manas (Poema èpic de Manas), relat èpic del Kirguizstan
- El cavaller amb pell de pantera de Shota Rustaveli, poeta georgià
- Alexandreis ("L'Alexandriada"), poema èpic en llatí de Gaucher de Châtillon basat en Quint Curci Ruf
- De bello Troiano i Antiocheis de Joseph d'Exeter (Iosephus Iscanus), ambdues en llatí. El primer, sobre la guerra de Troia, ens ha arribat complet, el segon només en fragments.
- Carmen de Prodicione Guenonis; versió en llatí de Cançó de Roland
- Architrenius, epopeia llatina satírica de John de Hauville
- Liber ad Honorem Augusti, de Petrus de Ebulo, crònica didàctica en llatí sobre la Conquesta de Sicília per l'emperador llatí Enric VI del Sacre Imperi Romanogermànic

Segle XII
- Lais, de Marie de France, escrits del 1160 al 1175; contes d'amor cortès i fantasia, en normand.
- Roman de Renart ("El Relat d'en Renard"), 27.878 versos octosíl·labs, escrits des de 1174 fins al segle següent, sobre faules d'animals simulant les relacions feudals dels homes
- Chrétien de Troyes: veritables fites de la novel·la artúrica, poesia narrativa artúrica) en versos octosíl·labs: Érec et Énide, escrita entre el 1160 i el 1164; Cligès ou la morta falsa, del 1176; Lancelot, o el cavaller de la carreta, del 1176 al 1181; Ivain, o el cavaller del lleó, del 1176; Perceval o el Conte del Graal, del 1181.

Segle XIII
- Cant dels Nibelungs, poema llegendari, epopeia alemanya escrita per diversos joglars
- Brutus, escrita en anglès medieval per Lajamon (Layamon), inspirada en El relat de Brutus de Robert Wace, en anglonormand, sobre Enric II de Plantagenet, dit Brutus.
- Cançó de la Croada, cançó de la Croada Albigesa escrita en occità per Guilhem de Tudela els 2.772 primers versos, i un autor anònim autor dels restants 6800.
- Sundiata Keïta, sobre la vida del fundador de l'imperi de Mali, narrada de generació en generació
- Cantar de Mio Cid, poema èpic castellà sobre un heroi de la reconquesta
- Ecclesiae de De Triumphis, poema sobre les croades, en hexàmetres de Joan de Garlandia (Johannes de Garlandia, Gerlandus, Hortulanus), professor i gramàtic anglès
- Parzival ("Parsifal"), poema de Wolfram von Eschenbach, estructurat en 16 llibres

Segle XIV
- Cursor Mundi (Corredor del Món), poema anònim que descriu la creació del món, seguint la Bíblia
- La Divina Comèdia, de Dante Alighieri, poema religiós sobre un viatge (a través del purgatori, l'infern i el paradís) del mateix Dante acompanyat de Virgili, d'entre 1304 i 1307.
- L'Àfrica, epopeia llatina de Francesco Petrarca, sobre Escipió l'africà, d'entre 1339 al 1342
- Heike monogatari ("Cançó d'Heike"), entre l'epopeia i l'elegia, escrit al Japó, sobre els clans Minamoto i el clan Taira

Segle XV
- L'Aliterativa Mort d'Artur, poema anglès, en dialecte dels Midlands, de 4.346 versos, d'autor anònim o d'un tal Huchoun, escocès
- El Morgant Major, poema èpic còmic de Luigi Pulci del 1478 al 1483
- Orland Enamorat, de Matteo Maria Boiardo, del 1495

## Epopeies modernes (del1500al1900)
Segle XVI
- Orland Furiós, de Ludovico Ariosto, 1516
- Os Lusíadas ("Els Lusiades"), de Luís de Camões, 1555
- La Araucana, d'Alonso de Ercilla y Zúñiga, 1569 al 1589
- Lepant, de Joan Pujol, sobre la batalla de Lepant, 1573
- Jerusalem alliberada, poema històric de Torquato Tasso, 1575
- Ramcharitmanas, de Tulsidas, poema èpic indoari, 1577
- Lepant, poema escrit per Jaume I d'Anglaterra i VI d'Escòcia
- Matilda, de Michael Drayton, 1594, en ritme reial, sobre una santa que tria morir abans de perdre el deshonor davant el rei Joan (Joan sense Terra); també Poly-Olbion, poema descriptiu d'Anglaterra de 30.000 versos, i Mortimeriados, poema històric.
- La reina Fada d'Edmund Spenser, el 1596

Segle XVII
- Guerres dels barons, també de Michael Drayton, el 1603
- La secchia rapita ("El cub robat") d'Alessandro Tassoni del 1622, poema heroic còmic
- L'illa porpra, de Phineas Fletcher, el 1633
- Veszedelem, de Szigeti (Obsidionis Szigetianae), epopeia hongaresa de Miklós Zrínyi, 1651
- El Paradís perdut de John Milton, del 1667. Paradise Regained ("El Paradís recobrat"), del 1671
- Príncep Artur, de Richard Blackmore, 1695; El Rei Artur, del 1697
- Telèmac de François Fénelon del 1699, poema llegendari

Segle XVIII
- El rinxol violat, d'Alexander Pope, de 1712
- Eliza, també de Richard Blackmore, 1705, Rachat, el 1722, Alfred de 1723
- L'Henriade ("Enricada"), poema històric de Voltaire de 1723, dedicada al rei Enric IV de França; La Nina d'Orleans, del 1756.
- Utendi wa Tambuka o Utendi wa Tambuka ("Ua Tambuca d'Utendi") de Buana Muengo (Mango), el 1728, en llenguatge suahili
- Leonides de Richard Glover, el 1737, i The Athenaid, del 1787
- Epigoniad (Epigoni), del poeta escocès William Wilkie, el 1757
- Les obres d'Ossian, de James Macpherson, 1765
- Caoineadh Airt Uí Laoghaire ("El Lament per Art O Laoghaire") d'Eibhlin Dubh Ni Chonaill, poeta irlandès
- El Messies, poema religiós escrit en alemany per Friedrich Gottlieb Klopstock el 1773. Rossiada, entre 1771-1779 i Vladimir, el 1785
- Joana d'Arc, de Robert Southey, el 1796

Segle XIX
- Els animals parlants, poema còmic de Giambattista Casti del 1794 a 1802
- Thalaba el destructor, de Robert Southey, 1801; Madoc, el 1805; La maledicció, de Kehama, 1810; Roderick, la fi dels déus, de 1814
- La revolta de l'Islam, de Percy Bysshe Shelley, el 1817
- Endymió, de John Keats, 1818; Hyperion, el 1818; La Tardor d'Hyperion, de 1819
- L'Orleaniada, de Phillipe-Alexandre Le Brun De Charmettes, el 1821, poema nacional en vint-i-vuit cants
- Don Juan, de Lord Byron, 1824; El pelegrinatge de Childe Harold, 1818; El corsari, el 1814; Lara, el 1814; El setge de Corint del 1816; El presoner de Chillon del 1816; Mazeppa, de 1818; L'illa, de 1823.
- Eugeni Oneguin, de Aleksandr Puixkin, de 1823 al 1834.
- Pan Tadeusz (Pan Tadeusz, czyli Ostatni zajazd na Litwie) d'Adam Mickiewicz, autor polonès, sobre l'ocupació de Lituània de 1834
- El moro Expòsit d'Ángel María de Saavedra, Duque de Rivas, llegenda en dotze romanços de 1834
- Smrt Smail age Čengića ("La mort del Petit Cengic-aga"), el 1845, d'Ivan Gundulić
- Kalevala d'Elias Lönnrot, el 1849, poema llegendari sobre la mitologia finesa
- Kalevipoeg de Friedrich Reinhold Kreutzwald, el 1853, sobre mitologia estoniana
- El Preludi, de William Wordsworth, 1850
- La cançó d'Hiawatha de Henry Wadsworth Longfellow, el 1855, un poema èpic sobre una història d'amor entre un colón anglès i una princesa ameríndia de les planures
- La fi de Satan, de Víctor Hugo, 1860; La llegenda dels segles, 1877
- La història de Martín Fierro, de José Hernández, poema èpic de La Pampa argentina
- Clarel, d'Herman Melville, 1876
- La tetralogia de l'anell del nibelung, de Richard Wagner, el 1876
- The City of Dreadful Night ("La ciutat de la nit formidable"), del 1874, de James Thomson, poema èpic victorià, crítica de la deshumanització urbana
- L'Atlàntida, 1877 i Canigó, 1886, de Jacint Verdaguer
- Mallorca Cristiana, de Damas Calvet i de Budallès, el 1886
- Lačplēsis ("El caçador d'ossos"), d'Andrejs Pumpurs, èpica letona, el 1888

## Epopeies contemporànies (a partir del1900)
Segle XX
- Lahuta e Malsisë ("El llaüt de la muntanya") de l'escriptor albanès Gjergj Fishta, entre 1902 i 1937
- La balada del cavall blanc, de G. K. Chesterton, 1911
- Mesagem, de Fernando Pessoa
- The Hashish-Eater; Or, the Apocalypse of Evil ("El menjador de hashish o l'Apocalipsi del diable"), de Clark Ashton Smith de 1920, història èpica de terror
- El comte Arnau de Josep Maria de Sagarra del 1928, poema llegendari amb versos decasíl·labs isosil·làbics, i El poema de Montserrat, del 1956, amb versos anisosil·làbics
- Sri Aurobindo ("Savitri"), per Aurobindo Ghose, el 1950
- Astronautilia (Hvezdoplavba) de Jan Křesadlo, una mena de poema èpic homèric de ciència-ficció, en hexàmetres en llengua txeca, de 1920
- Four Quartets ("Quatre Quartets"), compost de quatre llibres: Burnt Norton, East Coker, The Dry Salvages i Little Gidding, el 1943, de T.S. Eliot
- L'Odissea. Continuació moderna, de Nikos Kazantzakis, en grec el 1938
- A Cycle of the West ("Un cicle de l'Oest"), per John Neiuhardt de 1921 a 1949
- Canto General, de Pablo Neruda, 1950
- Els anatemes, de David Gwenallt Jones, 1952
- A, de Louis Zukofsky, de 1928 al 1968
- Paterson, de William Carlos Williams, 1961
- Victòria per la massacre de Tracer, de Hug John, 1942
- Les poesies de Maximus, de Charles Olson, entre 1950 i 1970
- Aniara, de Harry Martinson, 1956
- Libretto for the Republic of Liberia ("Llibret de la República de Libèria") de Melvin B. Tolson, 1953, en vuit parts sobre Libèria
- La llum canviant de Sandover, per James Merrill, entre 1976 i 1982
- Omeros, de Derek Walcott, 1990
- Mountains and Rivers without End ("Muntanyes i rius sense fi") de Gary Snyder, el 1996
- L'origen d'Alette, d'Alice Notley, 1996
- Cheikh Anta Diop: Poem for the Living: A Poem ("Poesia per a la Vida (Cheikh Anta Diop)") de Muatabu S. Okantah, 1997
- The Dream of Norumbega: An Epic Poem on the United States of America ("El somni de Norumbega: Epopeia dels Estats Units") de James Wm. Chichetto, entre 1990 i 2000
- Segle XXI
- Hèracles, fill de déu d'Enric Peres i Sunyer. Edic. i Col. Tastets de P.N. el 2022.